# 2011 HP83
2011 HP83, também escrito como 2011 HP83, é um corpo menor que está localizado no disco disperso, uma região do Sistema Solar. Ele possui uma magnitude absoluta de 5,6 e tem um diâmetro estimado de cerca de 334 km. O astrônomo Mike Brown lista este corpo celeste em sua página na internet como um candidato a possível planeta anão.

## Descoberta
2011 HP83 foi descoberto no dia 29 de abril de 2011.

## Órbita
A órbita de 2011 HP83 tem uma excentricidade de 0,315 e possui um semieixo maior de 52,646 UA. O seu periélio leva o mesmo a uma distância de 36,065 UA em relação ao Sol e seu afélio a 69,227 UA.